# Momento de inércia
Em mecânica, o momento de inércia, ou momento de inércia de massa, expressa o grau de dificuldade em se alterar o estado de movimento de um corpo em rotação. Diferentemente da massa inercial (que é um escalar), o momento de inércia ou Tensor de Inércia também depende da distribuição da massa em torno de um eixo de rotação escolhido arbitrariamente. Quanto maior for o momento de inércia de um corpo, mais difícil será girá-lo ou alterar sua rotação. Contribui mais para o aumento do valor do momento de inércia a porção de massa que está afastada do eixo de giro. Um eixo girante fino e comprido, com a mesma massa de um disco que gira em relação ao seu centro, terá um momento de inércia menor que este. Sua unidade de medida, no SI, é quilograma vezes metro ao quadrado (kg·m²). Em mecânica clássica, momento de inércia também pode ser chamado inércia rotacional, momento polar de inércia.
Para movimentos planos de um corpo, a trajetória de todos os pontos acontece em planos paralelos e a rotação ocorre apenas em torno do eixo perpendicular a esse plano. Neste caso, o corpo tem um único momento de inércia, medido em torno desse eixo.

## Introdução

### Definição escalar
Quando está girando, o disco de uma serra elétrica possui uma energia cinética associada à rotação. Para expressar tal energia cinética {\displaystyle K}, não se pode aplicar a fórmula convencional K = ⁠1/2⁠ mv2 ao disco como um todo, pois isso resultaria apenas na energia cinética do centro de massa do disco, que é nula. Em vez disso, há de se tratar o disco, assim como qualquer outro corpo rígido em rotação, como um conjunto de partículas a diferentes distâncias do centro do disco e, portanto, com diferentes velocidades. Dessa forma, a energia cinética total do objeto será a soma das energias cinéticas de cada partícula. Considerando a rotação de um corpo rígido como um conjunto de partículas em movimento circular em torno de um eixo fixo, as distâncias {\displaystyle r_{i}} de cada partícula {\displaystyle i} relacionam-se às suas velocidades {\displaystyle v_{i}} por uma velocidade angular {\displaystyle \omega }, igual para todas as partículas, pela relação {\displaystyle v_{i}=\omega r_{i}}. Com isso, usando a definição de energia cinética para várias partículas, a princípio de massas {\displaystyle m_{i}} distintas, obtém-se a seguinte expressão:
{\displaystyle K=\sum {\frac {1}{2}}m_{i}v_{i}^{2}=\sum {\frac {1}{2}}m_{i}(\omega r_{i})^{2}={\frac {1}{2}}\left(\sum m_{i}r_{i}^{2}\right)\omega ^{2}}
Nessa expressão, subentende-se que a soma é estendida a todas as partículas do corpo. A grandeza entre parênteses no lado extremo direito da equação depende da forma como a massa do corpo está distribuída em relação ao eixo da rotação. Denomina-se tal grandeza como sendo o momento de inércia do corpo em relação a tal eixo de rotação. O momento de inércia, representado pela letra {\displaystyle I}, depende do corpo e do eixo em torno do qual está sendo executada a rotação, isto é, seu valor só possui significado se for
especificado em relação a qual eixo de rotação o corpo gira. Com isso, representando {\displaystyle m} a sua massa e {\displaystyle r} sua distância ao eixo de rotação, a definição formal de momento de inércia para uma partícula isolada é:
:{|cellpadding="5" style="border:2px solid #FF0000;background: ; text-align: center;"
|Definição de momento de inércia (uma partícula)
{\displaystyle I=mr^{2}}
|}

## Cálculo
Por definição, o momento de inércia {\displaystyle I\,\!} de uma partícula de massa {\displaystyle m\,\!} e que gira em torno de um eixo, a uma distância {\displaystyle r\,\!} dele, é
{\displaystyle I=mr^{2}}.
Se um corpo é constituído de {\displaystyle n} massas pontuais (partículas), seu momento de inércia total é igual à soma dos momentos de inércia de cada massa:
{\displaystyle I=\sum _{i=1}^{n}m_{i}r_{i}^{2}},
sendo {\displaystyle m_{i}} a massa de cada partícula, e {\displaystyle r_{i}} sua distância ao eixo de rotação.
Para um corpo rígido, podemos transformar o somatório em uma integral, integrando para todo o corpo {\displaystyle C} o produto da massa {\displaystyle m\,\!} em cada ponto pelo quadrado da distância {\displaystyle r\,\!} até o eixo de rotação:
{\displaystyle I_{c}=\int _{C}r^{2}\,dm\,\!}.

## Exemplos
Há vários valores conhecidos para o momento de inércia de certos tipos de corpos rígidos. Alguns exemplos (supondo que a distribuição de massa seja uniforme:
- Para um cilindro maciço de massa {\displaystyle M} e raio da base {\displaystyle R}, em torno de seu eixo:

{\displaystyle I={\frac {1}{2}}MR^{2}}
- Para uma esfera maciça de massa {\displaystyle M} e raio {\displaystyle R}, em torno de seu centro:

{\displaystyle I={\frac {2}{5}}MR^{2}}
- Para um anel cilíndrico de massa {\displaystyle M} e raio {\displaystyle R}, em torno de um eixo paralelo à geratriz e passando por seu centro:

{\displaystyle I=MR^{2}}
- Para um cilindro vazado de raio externo {\displaystyle R} e de raio interno {\displaystyle r}, em torno do seu eixo:

{\displaystyle I={\frac {M}{2}}(r^{2}+R^{2})}
- Para uma barra delgada, com área de seção transversal tendendo a 0 e comprimento {\displaystyle L}, perpendicularmente à barra e passando por seu centro:

{\displaystyle I={\frac {1}{12}}ML^{2}}
- Para uma barra delgada, com área de seção transversal tendendo a 0 e comprimento {\displaystyle L}, perpendicularmente à barra e passando por uma de suas extremidades:

{\displaystyle I={\frac {1}{3}}ML^{2}}